# 飯綱高原スキー場

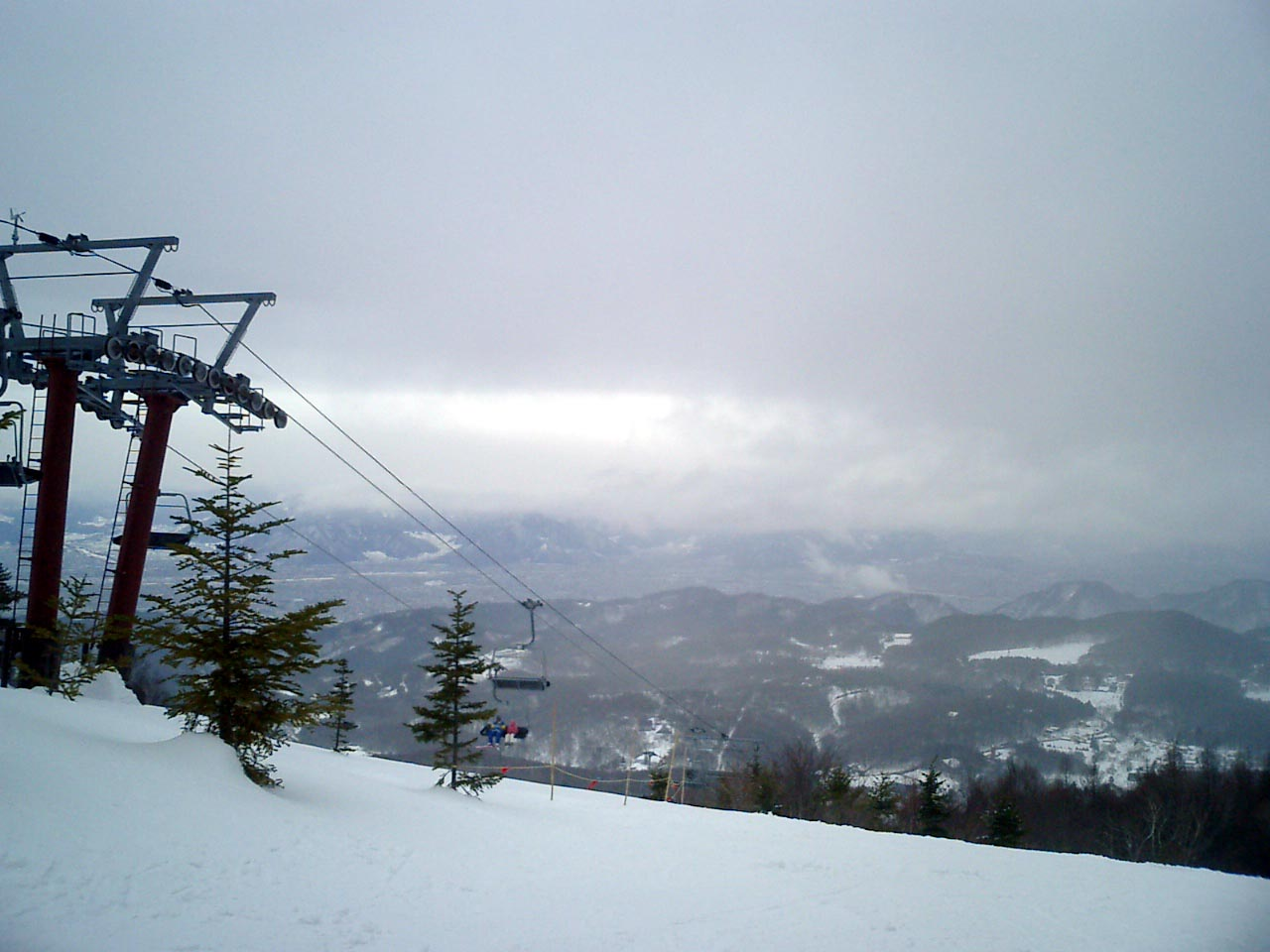
ゲレンデからの風景

飯綱高原スキー場（いいづなこうげんスキーじょう）は、長野県長野市にあったスキー場。1998年の長野オリンピックの際には、エアリアルとモーグルの競技会場となった。経営難のため2020年2月16日に営業を終了した。2020年12月からは旧スキー場の緩斜面一帯に「飯綱高原づなっち広場」が開設されている。

## 歴史
長野市では第二次世界大戦前から飯綱高原大座法師池南側の入坂（仁王坂）付近一帯のスロープでスキー愛好者がスキーを楽しんでいた。その後、1965年（昭和40年）6月に飯綱観光開発の一環として入坂スキー場を飯綱鉱泉近く（飯縄山の南東中腹20万平方メートル）に移して飯綱高原スキー場とすることとなった。
飯綱高原スキー場は1965年（昭和40年）12月27日に竣工し営業を開始した。
1966年（昭和41年）2月13日には飯綱高原スキー場の開設を記念して第20回市民体育祭スキー競技大会が開かれ、フランスのジャニーヌ・モンテラ選手が招待された。
その後、1967年（昭和42年）12月までに第2スキーリフトが建設され、滑走コースも4コースとなった（「天狗飛びコース」（上級）、「雪隠れコース」（中級）、「くの一コース」（初級）、「子天狗コース」（初級）の愛称が付けられた）。長野市街地からも近く、初心者から上級者まで楽しめるバラエティに富んだコースを持つスキー場であった。
1970年（昭和45年）4月1日からは管理運営が長野市開発公社に委託された。
1998年の長野五輪では競技会場となった（フリースタイルスキーのモーグル、エアリアルの競技）。

### コース
- ゲレンデ標高1,480m～1,080m[3]。10本のコースと7基のリフトが設置されていた（閉鎖時までに休止されていた設備もあった）[3]。
- 里谷多英コースと命名されたモーグルコースも備えていたが、2008年に閉鎖され、2010年には無整地バーンながら復活した。
- なんちゃってスノーボードパークといわれる、子供でも楽しめるキッカーなどが用意されていた。

### 営業の終了
3万人前後の動員となり長野市は下記の理由からスキー場の今後の運営について検討を重ねた。
- 降雪量の減少によりオープンできる日が極端に減った（地球温暖化による飯綱高原エリアの高気温化、積雪量の減少、スノーマシンの未導入など）。
- 平成17年のいわゆる平成の合併により戸隠スキー場が長野市の市営スキー場として運営されることとなり、長野市として複数のスキー場を運営することとなり市の負担が増えた。
- 飯綱エリアには飯綱高原スキー場のほかに前述の戸隠スキー場、隣の飯綱町にいいづなリゾートスキー場とスキー場が複数あり、そちらを選択するスキーヤーが増えた。

これらの相乗的な理由により飯綱高原スキー場は慢性的な赤字経営で毎年長野市が1億前後の補填をしている状態となっていた。
そこで長野市は平成30年に飯綱高原スキー場について下記の決定をした。
- 長野市の市営としてのスキー場の運営は2019-2020シーズンで終了する。
- 飯綱高原スキー場はプロポーザル公募によってで民営企業に譲渡する（条件として10年は存続させること、年間230万の土地代を負担すること）。売却額は0円で期限は2019年12月末。
- 譲渡先が見つからない場合はスキー場は閉鎖、植林をして国有林に戻し、飯綱高原エリアはスキー場の「冬主体」から、キャンプ場の「夏主体」とした再開発を行う。

2019年、赤字経営が続く中で民間の事業者に譲渡することを決め、公募を開始するも応募者がなく、2020年をもって営業を終了することとなった。

### 跡地の利用
2020年12月26日、地元有志によって旧スキー場のそりコースや初心者向けコースの下方の緩斜面一帯に雪遊びのための「飯綱高原づなっち広場」が開設された。ボランティアによる運営で、長野市から土地の使用許可と市有トイレの貸与を受けている。入場は無料でそりなどは有料の貸し出しを行っている。

## アクセス
- 上信越自動車道：須坂長野東IC、長野IC
- 東日本旅客鉄道：北陸新幹線、信越本線長野駅（バス）
- 長野市内から長野オリンピック時に整理された浅川ループラインを使い約25分。